# Miss Univers Canada 2013
Miss Univers Canada 2013, 19e élection de Miss Univers Canada, s'est déroulée le 19 mai 2013 au St. Lawrence Centre for the Arts de Toronto.
Le titre de Miss Univers Canada 2013 a été décernée en premier lieu à Denise Garrido. Seulement 24 h après la remise de la couronne, le titre a été remis à Riza Santos. Denise Garrido reprend le titre de 3e dauphine que Riza Santos lui a été attribué par erreur. Celle-ci a été commise par l'inexpérience d'un employé ayant commis une faute de frappe en recopiant dans un tableur informatique les notes des juges. Elle a été détectée par un auditeur indépendant après le couronnement.
La gagnante, Riza Santos, succède à Adwoa Yamoah, Miss Univers Canada 2012. Elle est la première canadienne d'origine philippine à remporter le titre de Miss Univers Canada.

## Classement final
| Titre                    | Candidates |
| ------------------------ | --- |
| Miss Univers Canada 2013 | - Calgary - Riza Santos |
| 1re dauphine             | - Moose Jaw - Siera Bearchell |
| 2e dauphine              | - Mississauga - Diana Martin |
| 3e dauphine              | - Bradford - Denise Garrido |
| 4e dauphine              | - Sarnia - Michelle McKay |
| Top 12                   | - Halifax - Sarah Ainsley Harrison - Calgary - Ela Mino - Scarborough - Rita Houkayem - Toronto - Sarah Faraone - Ottawa - Ashley Cooper - Richmond - Kamilah Sturton - Tecumseh - Emily Bondy                                |
| Top 20                   | - Enoch - Ashley Callingbull - Vaughan - Alexandra Mathews - Maple - Barlen Zaro - Mississauga - Andrea Cvjetic - Grand Sudbury - Robyn Digeur - Winnipeg - Angel Bhathal - Edmonton - Lindsay Goff - Toronto - Claudia Scali |

## Candidates
| Nom                    | Âge    | Taille | Domicile         | Origine            | Classement               |
| ---------------------- | ------ | ------ | ---------------- | ------------------ | ------------------------ |
| Alexandra Mathews      | 21 ans | 5’8″   | Vaughan          | Canada             | Top 20                   |
| Amanda Lang            | 20 ans | 5’6″   | Dublin           | Canada             | Non classée              |
| Andrea Cvijetic        | 25 ans | 5’10″  | Mississauga      | Bosnie-Herzégovine | Top 20                   |
| Angel Bhathal          | 26 ans | 5’5″   | Winnipeg         | Canada             | Top 20                   |
| Ashley Callingbull     | 23 ans | 5’11″  | Enoch            | Canada             | Top 20                   |
| Ashley Cooper          | 25 ans | 5’9″   | Ottawa           | Canada             | Top 12                   |
| Baljit Kharey          | 22 ans | 5’5″   | Calgary          | Canada             |                          |
| Barlen Zaro            | 23 ans | 5’3″   | Maple            | Irak               | Top 20                   |
| Brianna Plouffe        | 19 ans | 5’8″   | Cowansville      | Canada             |                          |
| Brittany Saunders      | 20 ans | 5’9″   | Saskatoon        | Canada             |                          |
| Carly Matossi          | 19 ans | 5’3″   | Victoria         | Canada             |                          |
| Carmen Paz             | 25 ans | 5’7″   | Ottawa           | Mexique            |                          |
| Catherine Young        | 23 ans | 5’8″   | Toronto          | Canada             |                          |
| Claudia Scali          | 26 ans | 5’6″   | Toronto          | Canada             | Top 20                   |
| Courtney Woodford      | 20 ans | 5’6″   | Triton           | Canada             |                          |
| Denise Garrido         | 26 ans | 5’9″   | Bradford         | Canada             | 3e dauphine              |
| Diana Martin           | 21 ans | 5’9″   | Mississauga      | Canada             | 2e dauphine              |
| Ela Mino               | 21 ans | 5’8″   | Calgary          | Canada             | Top 12                   |
| Emily Bondy            | 22 ans | 5’8″   | Tecumseh         | Canada             | Top 12                   |
| Fawnia Robitaille      | 25 ans | 5’6″   | Victoria         | Canada             |                          |
| Holly Amyotte          | 22 ans | 5’8″   | Warren           | Canada             |                          |
| Jade McLeod            | 23 ans | 5’6″   | Brampton         | Canada             |                          |
| Janelle Russo          | 20 ans | 5’8″   | Vernon           | Hawaï              |                          |
| Jaymie Hancock         | 19 ans | 5’5″   | Sudbury          | Canada             |                          |
| Jeeti Virk             | 25 ans | 5’9″   | Vancouver        | Canada             |                          |
| Kamilah Sturton        | 21 ans | 5’4″   | Richmond         | Canada             | Top 12                   |
| Katherine Highgate     | 22 ans | 5’7″   | Toronto          | Canada             |                          |
| Kathryn Kohut          | 22 ans | 5’6″   | Wetaskiwin       | Canada             |                          |
| Kerri-Ann Butcher      | 26 ans | 5’8″   | Toronto          | Canada             |                          |
| Lara Mackenzie         | 22 ans | 5’5″   | Knowlton         | Canada             |                          |
| Laura Lachance         | 25 ans | 5’7″   | Orléans          | Canada             |                          |
| Lavanya Hiremath       | 25 ans | 5’7″   | Vancouver        | Inde               |                          |
| Lidija Vaskovic        | 20 ans | 5’11″  | Ottawa           | Serbie             |                          |
| Lili Xu                | 26 ans | 5’9″   | Calgary          | Canada             |                          |
| Lindsay Goff           | 24 ans | 5’7″   | Edmonton         | Canada             | Top 20                   |
| Louiza Kourkoyan       | 26 ans | 5’7″   | Montréal         | Liban              |                          |
| Lucia Fuenmayor        | 22 ans | 5’7″   | Saint Catharines | Colombie           |                          |
| Luisa Steen            | 26 ans | 5’10″  | Calgary          | Canada             |                          |
| Mariya Davydov         | 23 ans | 5’6″   | Montréal         | Russie (URSS)      |                          |
| Marwa Ishow            | 22 ans | 5’10″  | Woodbridge       | Irak               |                          |
| Michelle McKay         | 22 ans | 5’8″   | Sarnia           | Canada             | 4e dauphine              |
| Nicole Manion          | 18 ans | 5’10″  | Bracebridge      | Canada             |                          |
| Olawumi Adeniyi        | 25 ans | 5’5″   | Calgary          | Canada             |                          |
| Rita Houkayem          | 21 ans | 5’9″   | Scarborough      | Canada             | Top 12                   |
| Riza Santos            | 26 ans | 5’7″   | Calgary          | Canada             | Miss Univers Canada 2013 |
| Robyn Digeur           | 21 ans | 5’7″   | Sudbury          | Canada             | Top 20                   |
| Sabiha Zafar           | 26 ans | 5’10″  | Vancouver        | Inde               |                          |
| Sandy Khaled           | 22 ans | 5’9″   | Montréal         | Liban              |                          |
| Sarah Faraone          | 20 ans | 5’7″   | Toronto          | Canada             | Top 12                   |
| Sarah Ainsley Harrison | 25 ans | 6’0″   | Halifax          | Canada             | Top 12                   |
| Shalini Kumar          | 26 ans | 5’6″   | Vancouver        | Canada             |                          |
| Shanda Parkyn          | 25 ans | 5’8″   | Calgary          | Canada             |                          |
| Siera Bearchell        | 20 ans | 5’8″   | Moose Jaw        | Canada             | 1re dauphine             |
| Siera Torontow         | 23 ans | 5’6″   | Edmonton         | Canada             |                          |
| Sophie Durand          | 20 ans | 5’7″   | Piedmont         | Canada             |                          |
| Stephanie Tusim        | 23 ans | 5’6″   | Millgrove        | Canada             |                          |
| Stephanie Wong         | 23 ans | 5’9″   | Delta            | Canada             |                          |

## Observations